# Zuid-Afrikaanse hockeyploeg (mannen)

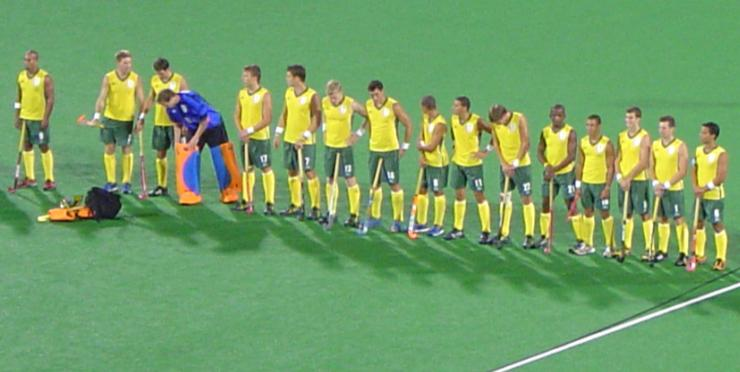
de Zuid-Afrikaanse hockeyploeg in 2008

De Zuid-Afrikaanse hockeyploeg voor mannen is de nationale ploeg die Zuid-Afrika vertegenwoordigt tijdens interlands in het hockey. Na het einde van het apartheidbewind en het stopzetten van de internationale (sport)boycot begin jaren 90 van de vorige eeuw, was het land voor het eerst actief op het hoogste continentale niveau in 1993. Het won direct het Afrikaans kampioenschap en heeft deze titel altijd met succes verdedigd. Op mondiaal niveau debuteerde Zuid-Afrika in 1994 op het wereldkampioenschap en werd 10e. Zowel op het wereldkampioenschap en de Olympische Spelen werd nooit beter gescoord dan de 10e plaats. Op de Champions Trophy hebben de Afrikanen nog nooit gespeeld.

## Erelijst Zuid-Afrikaanse hockeyploeg
| Jaar | Champions Trophy | Afrikaans kampioenschap | Olympische Spelen   | Wereldkampioenschap              | Hockey World League Hockey Pro League |
| ---- | ---------------- | ----------------------- | ------------------- | -------------------------------- | ------------------------------------- |
| 1908 |                  |                         | geen deelname       |                                  |                                       |
| 1920 |                  |                         | geen deelname       |                                  |                                       |
| 1928 |                  |                         | geen deelname       |                                  |                                       |
| 1932 |                  |                         | geen deelname       |                                  |                                       |
| 1936 |                  |                         | geen deelname       |                                  |                                       |
| 1948 |                  |                         | geen deelname       |                                  |                                       |
| 1952 |                  |                         | geen deelname       |                                  |                                       |
| 1956 |                  |                         | geen deelname       |                                  |                                       |
| 1960 |                  |                         | geen deelname       |                                  |                                       |
| 1964 |                  |                         | geen deelname       |                                  |                                       |
| 1968 |                  |                         | geen deelname       |                                  |                                       |
| 1970 |                  |                         |                     |                                  |                                       |
| 1971 |                  |                         |                     | geen deelname                    |                                       |
| 1972 |                  |                         | geen deelname       |                                  |                                       |
| 1973 |                  |                         |                     | geen deelname                    |                                       |
| 1974 |                  | geen deelname           |                     |                                  |                                       |
| 1975 |                  |                         |                     | geen deelname                    |                                       |
| 1976 |                  |                         | geen deelname       |                                  |                                       |
| 1978 | geen deelname    |                         |                     | geen deelname                    |                                       |
| 1980 | geen deelname    |                         | geen deelname       |                                  |                                       |
| 1981 | geen deelname    |                         |                     |                                  |                                       |
| 1982 | geen deelname    |                         |                     | geen deelname                    |                                       |
| 1983 | geen deelname    | geen deelname           |                     |                                  |                                       |
| 1984 | geen deelname    |                         | geen deelname       |                                  |                                       |
| 1985 | geen deelname    |                         |                     |                                  |                                       |
| 1986 | geen deelname    |                         |                     | geen deelname                    |                                       |
| 1987 | geen deelname    |                         |                     |                                  |                                       |
| 1988 | geen deelname    |                         | geen deelname       |                                  |                                       |
| 1989 | geen deelname    | geen deelname           |                     |                                  |                                       |
| 1990 | geen deelname    |                         |                     | geen deelname                    |                                       |
| 1991 | geen deelname    |                         |                     |                                  |                                       |
| 1992 | geen deelname    |                         | geen deelname       |                                  |                                       |
| 1993 | geen deelname    | AF 1993 Nairobi         |                     |                                  |                                       |
| 1994 | geen deelname    |                         |                     | 10e WK 1994 Sydney               |                                       |
| 1995 | geen deelname    |                         |                     |                                  |                                       |
| 1996 | geen deelname    | AF 1996 Pretoria        | 10e OS 1996 Atlanta |                                  |                                       |
| 1997 | geen deelname    |                         |                     |                                  |                                       |
| 1998 | geen deelname    |                         |                     | geen deelname                    |                                       |
| 1999 | geen deelname    |                         |                     |                                  |                                       |
| 2000 | geen deelname    | AF 2000 Bulawayo        | geen deelname       |                                  |                                       |
| 2001 | geen deelname    |                         |                     |                                  |                                       |
| 2002 | geen deelname    |                         |                     | 13e WK 2002 Kuala Lumpur         |                                       |
| 2003 | geen deelname    |                         |                     |                                  |                                       |
| 2004 | geen deelname    |                         | 10e OS 2004 Athene  |                                  |                                       |
| 2005 | geen deelname    | AF 2005 Pretoria        |                     |                                  |                                       |
| 2006 | geen deelname    |                         |                     | 12e WK 2006 Mönchengladbach      |                                       |
| 2007 | geen deelname    |                         |                     |                                  |                                       |
| 2008 | geen deelname    |                         | 12e OS 2008 Peking  |                                  |                                       |
| 2009 | geen deelname    | AF 2009 Accra           |                     |                                  |                                       |
| 2010 | geen deelname    |                         |                     | 10e WK 2010 Mumbai               |                                       |
| 2011 | geen deelname    |                         |                     |                                  |                                       |
| 2012 | geen deelname    |                         | 11e OS 2012 Londen  |                                  |                                       |
| 2013 |                  | AF 2013 Nairobi         |                     |                                  | 15e HWL 2012-13                       |
| 2014 | geen deelname    |                         |                     | 11e WK 2014 Den Haag             |                                       |
| 2015 |                  |                         |                     |                                  | 22e HWL 2014-15                       |
| 2016 | geen deelname    |                         | geen deelname       |                                  |                                       |
| 2017 |                  | AF 2017 Ismaïlia        |                     |                                  | 18e HWL 2016-17                       |
| 2018 | geen deelname    |                         |                     | 16e WK 2018 Bhubaneswar          |                                       |
| 2019 |                  |                         |                     |                                  | geen deelname                         |
| 2021 |                  |                         | 10e OS 2020 Tokio   |                                  | geen deelname                         |
| 2022 |                  | AF 2022 Accra           |                     |                                  | 9e HPL 2022                           |
| 2023 |                  |                         |                     | 11e WK 2023 Bhubaneswar/Rourkela | geen deelname                         |
| 2024 |                  |                         | ?e OS 2024 Parijs   |                                  | geen deelname                         |